# Andreas Anke
Andreas Anke (* 26. April 1973 in Ost-Berlin) ist ein deutscher  Schauspieler.

## Leben
Andreas Anke wurde 1973 in Berlin-Köpenick geboren. Von 1996 bis 2000 absolvierte Anke ein Schauspielstudium an der Hochschule für Musik und Theater in Leipzig. Seit 2000 arbeitet er hauptsächlich an  Theatern in Deutschland und spielte in über neunzig Theaterproduktionen mit. Er arbeitete als Gast an den Freien Kammerspielen in Magdeburg. Von 2000 bis 2003 war er am Theater Aachen und von 2003 bis 2009 am Mainfranken Theater in Würzburg engagiert. Von 2009 bis 2016 spielte Anke am Saarländischen Staatstheater in Saarbrücken. Zu den wichtigsten Rollen gehörten hier Uria Shelley in Mann ist Mann von Bertolt Brecht, Beckmann in Draußen vor der Tür von Wolfgang Borchert und Stanley Kowalski in Endstation Sehnsucht von Tennessee Williams. Sein letztes festes Engagement hatte er von 2016 bis 2018 am Mecklenburgischen Staatstheater in Schwerin und war dort unter anderem als Faust in Faust 1, Galilei in Leben des Galilei von Bertolt Brecht oder Matthäi in Das Versprechen zu sehen.
Seit 2018 ist Anke freischaffend in Film- und Fernsehproduktionen und in Gastspielen an Theatern tätig.

## Filmografie
- 1999: Wege in die Nacht
- 2001–2023: SOKO Leipzig (Fernsehserie, verschiedene Rollen, 3 Folgen)
- 2007: I beg your pardon (Kurzfilm)
- 2008: Hinterhof-Blues
- 2011: Fremdkörper
- 2011: Collisions (Kurzfilm)
- 2012: Tatort: Verschleppt (Fernsehreihe)
- 2016: Tatort: Totenstille
- 2016: Solo für Weiss – Die Wahrheit hat viele Gesichter (Fernsehreihe)
- 2016: Unter anderen Umständen: Tod eines Stalkers (Fernsehreihe)
- 2017: jerks. (Fernsehserie, Folge Merhaba)
- 2017: Helen Dorn: Gnadenlos (Fernsehreihe)
- 2017: Tatort: Dunkle Zeit
- 2018: Neben der Spur – Sag, es tut dir leid (Fernsehreihe)
- 2018: Heldt (Fernsehserie, Folge Elefant vergisst nicht)
- 2019: Die Drei von der Müllabfuhr – Baby an Bord (Fernsehreihe)
- 2019: In aller Freundschaft – Die jungen Ärzte (Fernsehserie, Folge Auf Distanz)
- 2019: Gipsy Queen
- 2019, 2025: SOKO Potsdam (Fernsehserie, verschiedene Rollen, 2 Folgen)
- 2019: Notruf Hafenkante (Fernsehserie, Folge Reichsbürger)
- 2019: Morden im Norden (Fernsehserie, Folge Selbstlos)
- 2019: Der Usedom-Krimi: Strandgut (Fernsehreihe)
- 2019, 2023: SOKO Hamburg (Fernsehserie, verschiedene Rollen, 2 Folgen)
- 2020: Tatort: Borowski und der Fluch der weißen Möwe
- 2020: Der gute Bulle: Nur Tote reden nicht (Fernsehreihe)
- 2021: Nord bei Nordwest – Conny & Maik (Fernsehreihe)
- 2021: Helen Dorn: Wer Gewalt sät (Fernsehreihe)
- 2021: Jenseits der Spree (Fernsehserie, Folge Blutsbande)
- 2021: Die Heiland – Wir sind Anwalt (Fernsehserie, Folge Die dreibeinige Kuh)
- 2021: Alles auf Rot
- 2022: SOKO Köln (Fernsehserie, Folge Auszeit)
- 2022: Neben der Spur ist auch ein Weg (Fernsehfilm)
- 2022: Tatort: Das Opfer
- 2022: In Wahrheit: Unter Wasser (Fernsehreihe)
- 2022: Strafe – Der Dorn (Fernsehreihe)
- 2022: Höllgrund (Fernsehserie)
- 2023: Bettys Diagnose (Fernsehserie, Folge Ohne dich)
- 2023: Düstersee
- 2024: Letzte Spur Berlin (Fernsehserie, Folge Luftschlösser)
- 2024: SOKO Stuttgart (Fernsehserie, Folge Auf Achse)
- 2024: Die Ermittlung
- 2025: Großstadtrevier – Im Moment der Angst (Fernsehfilm, ARD)
- 2025: Die Chefin (Fernsehserie, Folge Im Fadenkreuz)
- 2025: In die Sonne schauen